# San Siro Ippodromo
San Siro Ippodromo – stacja  metra mediolańskiego linii M5. 
Budowa stacji rozpoczęła się w listopadzie 2010, w ramach drugiej części linii M5 z Garibaldi do stadionu San Siro, została otwarta w dniu 29 kwietnia 2015.
Jest stacją przelotową z dwoma peronami bocznymi. Wejścia do stacji znajdują się na via dei Rospigliosi i na via Pessano.